# Thomas Ragle
Thomas B. Ragle (Boston, 25 de noviembre de 1927 - Bennington, 28 de noviembre de 2023) fue un poeta y presidente de  universidad estadounidense. Fue presidente del Marlboro College de 1958 a 1981.

## Primeros años y educación
Ragle nació el 25 de noviembre de 1927 en Boston, Massachusetts.
Se graduó de la Shady Hill School y de la Phillips Exeter Academy. Se graduó de Harvard College con una licenciatura en historia y literatura griega antigua. Luego obtuvo una licenciatura y una maestría en lengua y literatura inglesas de la Universidad de Oxford.

## Carrera
Ragle comenzó su carrera en educación enseñando inglés en Exeter Academy. Luego sirvió en el ejército durante la Guerra de Corea.
Después de dejar el ejército, se convirtió en presidente de Marlboro College, cargo que ocupó de 1958 a 1981. Llegó a la universidad buscando enseñar, pero el único puesto disponible en ese momento era el de presidente. Durante su mandato como presidente, dirigió la universidad en una época de cambios en la que su presidente tuvo que involucrarse menos en lo académico debido a las crecientes demandas de gestión de la inscripción y los requisitos financieros del gobierno federal. Ragle describió su papel durante los primeros 15 años en la universidad como el de «presidente de una universidad del siglo XIX». Marlboro tenía 50 estudiantes cuando llegó Ragle y unos 200 cuando se jubiló. En el momento de su jubilación, había servido más tiempo que cualquier presidente de una universidad de Vermont en el cargo en ese momento. Ragle fue reemplazado por Roderick M. Gander, exjefe de corresponsales de Newsweek.
De 1981 a 1983, Ragle fue profesor visitante y asistente administrativo del presidente en la Universidad de Vermont . De 1983 a 1989 fue director del Seminario Global de Salzburgo en Austria. De 1989 a 1991 fue consultor especial del Programa de las Naciones Unidas para el Desarrollo en Pekín, China. Luego fue miembro visitante y asistente administrativo del presidente del Trinity College en Burlington, Vermont. Se jubiló en 1993.
En 1999 publicó Marlboro College, A Memoir. En 2020, escribió un nuevo prólogo para una edición publicada ese año.

## Poesía
Ragle escribió poesía bajo el seudónimo de Lee Bramble. En 2013, publicó una colección de sus poemas Take This Song: Poems in Pursuit of Meaning.

## Vida personal
Casi al mismo tiempo que se convirtió en presidente de Marlboro College, Ragle se casó con su esposa Nancy Koch Ragle. Su matrimonio duró 58 años y criaron siete hijos juntos.
Ragle fue un miembro activo de la Iglesia Comunitaria de Guilford en Guilford, Vermont, donde en un momento se desempeñó como predicador laico.
Ragle murió el 28 de noviembre de 2023 en Bennington, Vermont.